# Qualitative Sozialforschung
Unter qualitativer Sozialforschung wird in den Sozialwissenschaften die Erhebung nicht standardisierter Daten und deren Auswertung verstanden. Besonders häufig werden dabei interpretative und hermeneutische Methoden als Analysemittel verwendet.

## Legitimierung
Wissenschaftstheoretische Grundlagen für qualitative Methodologien in den Sozialwissenschaften liefern unter anderem Theorietraditionen wie die phänomenologische Soziologie oder der symbolische Interaktionismus, die oft unter der Bezeichnung interpretatives Paradigma oder interpretative Soziologie zusammengefasst werden.
Im Alltag und der von Wissenschaftlern und Nicht-Wissenschaftlern geteilten Lebenswelt sind Sinnkonstruktionen und der vernünftige Charakter sozialen Handelns in spezifischen kulturellen Kontexten bereits immer gegeben, bevor sich die soziologische Analyse überhaupt ihrem Gegenstand zuwendet. Im Gegensatz zu naturwissenschaftlichen Tatsachen ist der sozialwissenschaftliche Gegenstand also immer schon in gewisser Weise durch die Untersuchten und Befragten vorstrukturiert und damit reflexiv. Die Methodentradition der qualitativen Forschung versucht, diesem besonderen Charakter sozialwissenschaftlicher Gegenstandsbereiche durch den offenen Charakter der Datenerhebung und den interpretativen Charakter der Datenauswertung Rechnung zu tragen. Dabei legen qualitative Sozialforscher zumeist großen Wert auf die Erfassung der Akteursperspektive und der Handlungsorientierung und der Deutungsmuster der Befragten, vor allem wenn sie sich der interpretativen Soziologie verpflichtet fühlen.

## Methodenstreit
Kritiker von qualitativen Forschungsmethoden, die die Verwendung quantitativer Methoden für die meisten sozialwissenschaftlichen Gegenstandsbereiche für angemessener halten, werfen qualitativen Sozialforschern manchmal Unwissenschaftlichkeit vor: Zum einen kritisieren sie die Subjektivität und Willkürlichkeit der erhobenen Daten (die ja nicht mit einem einheitlichen standardisierten Schema erhoben werden) und der darauf aufbauenden Analyseergebnisse und Interpretationen. Zum anderen wird kritisiert, dass qualitative Sozialforschung (wegen des großen Aufwands, den bspw. die Durchführung qualitativer Interviews und deren interpretativer Analyse bedeutet) nur mit sehr kleinen Fallzahlen arbeite und deshalb keine repräsentativen Ergebnisse erbringen könne. Insgesamt würden die Gütekriterien und Qualitätsstandards empirischer Sozialforschung wie Objektivität, Reliabilität und Validität nicht erfüllt. Vertreter der qualitativen Forschungstradition machen demgegenüber geltend, dass ein Verzicht der Sozialwissenschaften auf qualitative, hermeneutische Methoden dazu führen würde, dass wesentliche soziale Phänomene nicht mehr untersucht werden könnten, weil sie sich standardisierten Methoden wie Fragebögen oder der Analyse demographischer Daten entzögen. Weiterhin wenden qualitativ Forschende ein, dass jede Methode, egal ob qualitativ und quantitativ, ein spezifisches Wissen schaffe. Eine positivistische Sicht, die eine Trennung von Wissen und Kontext für gegeben hält, lässt außer Acht, dass das Wissen in ebendiesem Kontext erst entsteht. Die Reflexion der Effekte von den in der Forschung genutzten Methoden komme mitunter in quantitativen Forschungen zu kurz, während sie wesentlicher Bestandteil in qualitativen Forschungen sei.
Um dem Vorwurf zu begegnen, qualitative Methoden würden nur subjektive oder willkürliche Ergebnisse erbringen, ist eine Reihe von methodisch kontrollierten Verfahren qualitativer Sozialforschung entwickelt worden wie die Grounded Theory, die hermeneutische Wissenssoziologie, die objektive Hermeneutik, die qualitative Inhaltsanalyse, die dokumentarische Methode nach Bohnsack oder die qualitative Typenbildung, die den Anspruch vertreten, dokumentier- und intersubjektiv diskutierbare Verfahren zur Verfügung zu stellen. Gleichzeitig werden in den letzten Jahren verstärkt die Qualitätskriterien und Gütestandards qualitativer Forschung diskutiert.

## Entwicklung und Geschichte
→ Liste der Sozialreportagen, Milieustudien, Feldforschungsstudien und Milieuromane
Die ersten qualitativen Studien wurden von Kulturanthropologen und Ethnologen wie Franz Boas und Bronisław Malinowski zu Beginn des 20. Jahrhunderts durchgeführt. Später griffen die Sozialforscher der Chicagoer Schule der Soziologie diese Methoden auf, um städtische Subkulturen zu untersuchen. Bereits in den 1920er Jahren wurde die Anwendung qualitativer Methoden von manchen Soziologen aber auch als pseudowissenschaftlich kritisiert. Die Diskussion über die Wissenschaftlichkeit qualitativer Verfahren dauert bis heute an. Hierbei finden sich viele Aspekte eines alten Methodenstreits wieder, der seit den Anfängen der Soziologie als wissenschaftlicher Disziplin zwischen den Anhängern des naturwissenschaftlichen und einheitswissenschaftlichen Methodenideals und den Gegnern seiner Übernahme in den Sozialwissenschaften geführt wurde. Unter anderem führte diese Auseinandersetzung in den als Positivismusstreit bekannt gewordenen Disput, der sich in den 60er Jahren infolge eines auf einer Arbeitstagung der Deutschen Gesellschaft für Soziologie 1961 von Karl Popper und Theodor W. Adorno vorgetragenen Referaten zur „Logik der Sozialwissenschaften“ zuspitzte.
Seit den 1980er Jahren erlangten qualitative Methoden zunehmende Aufmerksamkeit und qualitativ orientierte Projekte und Forschungsansätze eine zunehmende Verbreitung, so dass Mayring 1988 eine „qualitative Wende“ diagnostizierte. Es entwickelte sich eine wachsende Bereitschaft, die jeweilige Relevanz der unterschiedlichen Forschungsansätze für eine bestimmte Fragestellung zu akzeptieren und die Grenzen der eigenen Richtung zu erkennen. Diese Entwicklung fand schließlich Ausdruck in der (allerdings von heftigen Diskussionen begleiteten) Einrichtung einer Arbeitsgruppe „Methoden der qualitativen Sozialforschung“ in der Deutschen Gesellschaft für Soziologie (DGS) im Oktober 1997 und der Einrichtung einer gleichnamigen Sektion im November 2003.
Die Breite der unterschiedlichen qualitativen Zugänge hat sich seit der Mitte des 20. Jahrhunderts stark vergrößert. Das heutige Spektrum reicht von softwaregestützten Textanalysen, die auch Quantifizierungen ermöglichen (Mixed Methods), über stärker codifizierte Methoden, wie die Narrationsanalyse, die hermeneutische Wissenssoziologie, die Rekonstruktive Sozialforschung, die Diskursanalyse und Objektive Hermeneutik, und offene Verfahren der partizipativen Feldforschung bis zur gezielt ins Feld eingreifenden Aktionsforschung.
Seit etwa 2001 gibt es insbesondere im englischsprachigen Raum verstärkte Bemühungen um den Einsatz von kreativen und künstlerischen Verfahren bei der Gewinnung, Darstellung und Umsetzung von Forschungsergebnissen. Dabei kommen Verfahren der Visualisierung, Multimedia, Theater usw. zum Einsatz, so z. B. in der Vorurteilsforschung. Die Präsentationen von Forschungsergebnissen gelten dabei als Sprechakte. Derartige Ansätze werden meist als Performative Sozialwissenschaft bezeichnet.